# Muricea elongata
Muricea elongata är en korallart som beskrevs av Jean Vincent Félix Lamouroux 1821. Muricea elongata ingår i släktet Muricea och familjen Plexauridae. Inga underarter finns listade i Catalogue of Life.

## Bildgalleri

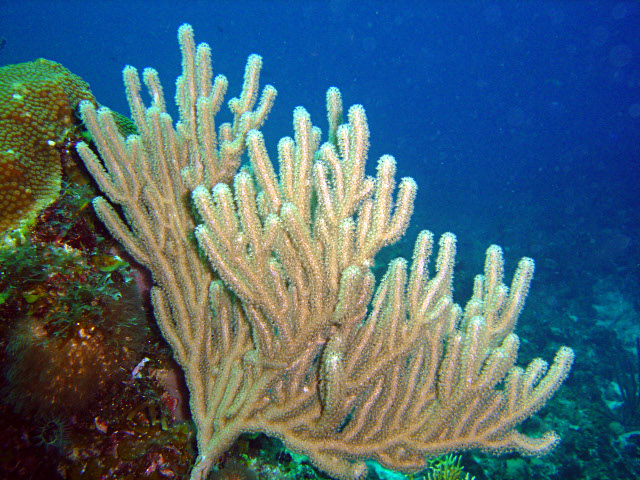